# 圣卡洛斯德尔巴列
圣卡洛斯德尔巴列（西班牙語：San Carlos del Valle）是西班牙卡斯蒂利亚-拉曼恰雷阿尔城省的一个市镇。 总面积58平方公里，总人口1236人（2001年），人口密度21人/平方公里。